# Wataria
Wataria (auch: Uatiria) ist eine Ortschaft im Departamento Potosí im südamerikanischen Anden-Staat Bolivien.

## Lage im Nahraum
Wataria liegt in der Provinz Rafael Bustillo und ist eine Ortschaft in dem seit Juni 2009 selbständigen Municipio Chuquihuta, das vor der Selbständigkeit ein Kanton im südlichen Teil des Municipio Uncía war. Die Ortschaft liegt auf einer Höhe von 3481 m oberhalb des rechten, nordöstlichen Ufer des Río Puriko, der flussabwärts über den Río Wila Khala und den Río Blanco zum Río Tres Mojones weiterfließt.

## Geographie
Wataria liegt am Übergang des Hochlandes von Oruro in das Gebirge von Potosí. Die Region ist im Norden und Westen von Hochgebirgszügen der Cordillera Central begrenzt. Die Vegetation ist die der Puna, das Klima ein typisches Tageszeitenklima, bei dem die täglichen Temperaturschwankungen größer sind als die monatlichen Schwankungen.
Die mittlere Jahresdurchschnittstemperatur liegt bei 9 °C, die Monatsdurchschnittswerte schwanken zwischen knapp 5 °C im Juni/Juli und 11 °C von November bis März (siehe Klimadiagramm Uncía). Der Jahresniederschlag beträgt 370 mm und fällt vor allem in den Sommermonaten, die aride Zeit mit Monatswerten von maximal 10 mm dauert von April bis Oktober.

## Verkehrsnetz
Wataria liegt in einer Entfernung von 210 Straßenkilometern nordwestlich von Potosí, der Hauptstadt des Departamento Potosí.
Von Potosí führt die asphaltierte Nationalstraße Ruta 1 in nördlicher Richtung 111 Kilometer nach Cruce Culta. Von dort führt eine Landstraße in nordöstlicher Richtung bis zur Ortschaft Macha und trifft dort auf die Ruta 6.
Man folgt der Ruta 6 nach Nordwesten über Huancarani und Pocoata bis Tacopalca. Unmittelbar vor Tacopalca überquert man auf einer Brücke den Río Blanco und folgt in südöstlicher Richtung zweieinhalb Kilometer auf der linken Flussseite des Río Wila Khala dem „Camino Tacopalca-Catarpaya“ bis zur Mündung des Río Puriko. Auf einer Brücke überquert man den Río Whila Khala, biegt dann in eine Nebenstraße nach Nordosten ab, die sofort den Río Puriko durchquert und nach anderthalb Kilometern das oberhalb des Flusses gelegene Ako Paraya erreicht. Die Straße führt dann weiter am Hang oberhalb des Río Puriko entlang in das drei Kilometer entfernte Wataria.

## Bevölkerung
Die Einwohnerzahl des Ortes ist in dem Jahrzehnt zwischen den beiden letzten Volkszählungen um gut ein Zehntel angestiegen:
| Jahr | Einwohner   | Quelle       |
| ---- | ----------- | ------------ |
| 1992 | keine Daten | Volkszählung |
| 2001 | 495         | Volkszählung |
| 2012 | 559         | Volkszählung |
| 2024 |             | Volkszählung |